# Stictolejeunea squamata
Stictolejeunea squamata là một loài Rêu trong họ Lejeuneaceae. Loài này được (Willd. ex F. Weber) Schiffner miêu tả khoa học đầu tiên năm 1893.